# Pojas Gaze
Pojas Gaze (arap. قطاع غزّة, Qitāʿ Ghazza, hebr. רצועת עזה, Retzuat Azza) naziv je za obalni pojas uza Sredozemno more, na Bliskom istoku, koji je trenutačno pod nadzorom Hamasa. Graniči s Egiptom na jugozapadu te Izraelom na sjeveru i istoku. To je uzak pojas od 41 km dužine, i od 6 do 12 km širine, ukupne površine od 360 km². Taj teritorij nema međunarodno priznat status suverene države, ali ga Palestinci drže za dio države Palestine. Ime je dobio po Gazi, svojemu glavnom gradu. To je jedno od najgušće naseljenih mjesta na Zemlji, s oko 1,4 milijuna stanovnika na području od svega 360 km².

## Povijest

### Osmanska i britanska uprava (1517. – 1948.)
Od 1517. Pojas Gaze je bio pod vlašću Osmanskog Carstva sve do Prvoga svjetskog rata, kada je pojas bio poprištem borbi za vrijeme između britanskih i turskih snaga u borbi Sinaj i Palestinu. Pojas Gaze bio je važan za nadzor obalnih puteva, a zauzeli su ga Britanci za Treće bitke kod Gaze, 7. studenoga 1917.
Nakon Prvoga svjetskog rata bio je dio Britanskoga mandata u Palestini, pod nadležnošću Lige naroda.
Židovi su živjeli u Gazi sve do 1929. i velikih palestinskih nemira, nakon kojih su Židovi bili prisiljeni napustiti Pojas Gaze. Nakon toga britanska uprava zabranila je Židovima živjeti i naseljavati se u tom području (neki židovski naseljenici su to prekršili 1946., kada je osnovan kibuc Kfar Darom u blizini egipatske granice).
Britanska vladavina nad Palestinom završila je 1948. nakon Arapsko-izraelskog rata.

### Egipatska uprava (1948. – 1967.)
Egipatska vojska ušla je u Pojas Gaze s juga, otpočevši na taj način Arapsko-izraelski rat 1948.. Pojas Gaze kakav je danas rezultat je sporazuma o primirju između Egipta i Izraela iz 1949. Po tom sporazumu Pojas Gaze bio je  teritorij razgraničenja između dviju vojski (Green Line – ničija zemlja). Egipat je upravljao Pojasom Gaze od 1949. (osim četiri mjeseca za vrijeme izraelske okupacije tijekom Sueske krize, 1956.) do 1967. U to vrijeme se stanovništvo Gaze uveliko povećalo priljevom velikog broja izbjeglica.
Arapska liga potkraj rata 1948. u gradu Gazi 22. rujna osnovala je Svepalestinsku vladu (arap. حكومة عموم فلسطين, Hukumat 'umum Filastin), kao pokušaj ograničenja utjecaja Jordana nad palestinskim pitanjem. Tu vladu nije priznao Jordan, a ni bilo koja nearapska zemlja. Ta vlada bila je pod kontrolom Egipta, koji ju je financirao, ona se i preselila u Kairo. Palestinci koji su živjeli u Pojasu Gaze (a i Egipćani) dobili su „palestinske” putovnice, koje su vrijedile do 1959., kada je Gamal Abdel Naser, egipatski predsjednik, ukinuo dekretom Svepalestinsku vladu.
Egipat nikada nije anektirao Pojas Gaze, nego ga je tretirao kao teritorij privremene vlasti, kojom je upravljao preko vojnog guvernera.
Palestinskim izbeglicama nikada nije nuđeno egipatsko državljanstvo.

### Izraelska uprava (1967. – 1994.)
Izrael je ponovo okupirao Pojas Gaze u lipnju 1967., za vrijeme Šestodnevnog rata. Ta vojna okupacija trajala je 27 godina, sve do 1994.
Međutim, prema Sporazumu iz Osla, Izrael zadržava kontrolu zračnog prostora, teritorijalnih voda, pomorskog prometa, registra stanovništva, ulaska stranaca, uvoza i izvoza, kao i porezni sustav.
Tijekom izraelske okupacije, Izrael je podigao 21-o židovsko naselje u Pojasu Gaze, na 20 % ukupne površine. Osim ideoloških razloga, ta naselja su za Izrael imala i sigurnosne ciljeve. U tom razdoblju vojna uprava bila je odgovorna za održavanje i svih civilnih objekata i službi (vodovod, struja, kanalizacija, zdravstvo itd).
U svibnju 1994. potpisan je Palestinsko-izraelski sporazum, poznat kao Sporazum iz Osla, koji je predviđao postupni prijenos vlasti na Palestince. Nakon toga velik dio Pojasa Gaze (osim izraelskih naselja i vojnih područja) došao pod palestinski nadzor. Izraelske snage napustile su grad Gazu i druga gradska područja, ostavljajući novim, palestinskim vlastima upravu i održavanje policijske kontrole u Pojasu Gaze. Jaser Arafat, tadašnji palestinski vođa, izabrao je grad Gazu kao svoje prvo pokrajinsko sjedište. U rujnu 1995., Izrael i PLO potpisali drugi mirovni sporazum, koji je proširio palestinsku vlast i na većinu gradova Zapadne obale. Sporazumom je također predvidio osnivanje Palestinskoga nacionalnog vijeća (sastavljena od 88 izabranih članova). Vijeće je održalo svoju uvodno sjednicu u Gazi u ožujku 1996.
Palestinske vlasti pod vodstvom Arafata došle su na loš glas zbog lošeg upravljanja i korupcije. U javnost su izašli podatci o mitu koje su zahtijevali za uvoz i izvoz robe iz Pojasa Gaze. Slični podatci izišli su u javnost za rukovoditelje Palestinske sigurnosne službe i njihovu uključenost u građevinski posao (uvoz cementa i šljunka) i izgradnju industrije (afere kao što su Veliko arapsko društvo za ulaganja i razvoj, "Motawaset Company" i građevinski projekt šeika Zajida).
Druga intifada izbila je u rujnu 2000. U veljači 2005., izraelska vlada izglasala je za provedbu plana o jednostranom oslobođanju Pojasa Gaze. Plan se počeo provoditi od 15. kolovoza, 2005., a dovršen je 12. rujna 2005.
Prema tom planu morala su biti iseljena sva izraelska naselja u Pojasu Gaze (i četiri u Zapadnoj obali). Dana 12. rujna 2005. izraelska vlada službeno je objavila kraj izraelske vojne vladavine u Pojasu Gaze.

### Uprava pod palestinskom vlašću (1994. – 2007.)
Nakon potpuna povlačenja izraelske vojske i izraelskih naseljenika iz Pojasa Gaze, 12. rujna 2005., palestinska vlast ima potpunu upravu Pojasu Gaze.
Izrael i dalje nadzire aktivnosti koje predviđaju tranzit kroz Izrael, kao i zračni prostor iznad mora i pristup lukama u Pojasu Gaze. Izrael odobrava sva useljavanja i iseljavanja iz Gaze preko Izraela, kao i ulazak stranaca preko Izraela, uvoz i izvoz preko Izraela, kao i prikupljanje i povrat poreza na dodanu vrijednost u Izraelu.
Otkad se izraelska vojska povukla iz Pojasa Gaze, nastala je nejasna pravna situacija, jer Pojas Gaze ne pripada nijednoj suverenoj državi. Dapače, po Haškim konvencijama, koje vrijede za stanje okupacije, Izrael je još uvijek bio okupator Pojasa Gaze, a to onda znači da je imao pravo, ali i dužnost održavanja reda i zakona.

### Nasilje uoči izbora 2006.
Izbori za Palestinski parlament održani su 25. siječnja 2006. Hamas je osvojio većinu od 42,9 % od ukupnog broja glasova i 74 od ukupno 132 mandata (56 %).
Hamas je preuzeo vlast sljedećeg mjeseca, ali se odbio podložiti međunarodnim zahtjevima prekida  nasilja i priznavanja Izrael. U travnju je nekoliko država, uključujući i Sjedinjene Američke Države i Europsku uniju, na to odgovorilo smanjenjem izravne pomoći za palestinske vlasti, osim one koja je namijenjena humanitarnim nevladinim organizacijama.
U siječnju 2007., eskalirali su sukobi između Hamasa i Fataha. Najteži sukob dogodio se u sjevernom dijelu Pojasa Gaze, kada je ubijen general Muhamed Garib (njegove dvije kćeri i dva tjelohranitelja), viši zapovjednik Preventivnih sigurnosnih snaga (pod kontrolom Fataha), u raketnom napadu koji su izvele snage Hamasa.
U svibnju 2007. izbili su novi sukobi između palestinskih strana. Zbog toga je ministar unutarnjih poslova Palestinske Samouprave Hani Kavasmi podnio ostavku.
Hamasov glasnogovornik Musa Abu Marzuk optužio je za pogoršanje situacije u Pojasu Gaze Izrael, tvrdeći da je njegov stalni pritisak i ekonomske sankcije na Pojas Gaze, nakon političke pobjede Hamasa, doveo do „prave eksplozije”.

### Hamasova uprava (od 2007. do danas)

#### Hamasovo preuzimanje vlasti u Pojasu Gaze
U lipnju 2007. građanski rat između palestinskih organizacija; Hamas (Islamski pokret otpora) i Fataha (Palestinski oslobodilački pokret) se rasplamsao. Hamas je počeo potiskivati Fatah, nakon pobjede na izborima 14. lipnja 2007. Pojas Gaze je došao pod potpunu kontrolu Hamasa, koji se proglasio jedinom legitimnim predstavnikom Palestinske Samouprave.
Na taj izazov palestinski predsjednik Mahmud Abas odgovorio je proglašenjem izvanrednog stanja i raspuštanjem jedinstvene vlasti i formiranje nove vlade bez Hamasova sudjelovanja. Palestinske sigurnosne snage su u Zapadnoj obali uhitile niz Hamasovih članova.
Krajem lipnja 2008. Egipat, Jordan i Saudijska Arabija izjavile su da je vlada M. Abasa (iz Zapadne obale) jedina legitimna palestinska vlast, a Egipat je svoje veleposlanstvo preselio iz Gaze u Zapadnu obalu. Nasuprot tomu, vlast Hamasa u Pojasu Gaze našla se u međunarodnoj, diplomatskoj i gospodarskoj izolaciji. Unatoč tomu, mnoge arapske vlade, kao i neke europske oporbene stranke, tražile su izmirenje palestinskih frakcija, kao i to da Izrael (i ostale zemlje) priznaju rezultate izbora. Postojale su naznake da Hamas pomažu Sirija i Iran, također se prepostavljalo da se mnogi Hamasovi borci obučavaju u Iranu.[nedostaje izvor]
Zbog potpuno nejasne situacije, nakon odbijanja Izraela i njegovih saveznika da prizna Hamas i njegovu vlast, europski promatrači na graničnom prijelazu prema Egiptu Rafahu nisu bili u mogućnosti obavljati svoju zadaću, navodeći sigurnosne razloge, što je rezultiralo time da je prijelaz Rafah uglavnom zatvoren. Jedini legalan pristup Pojasu Gaze je preko izraelskih graničnih prijelaza Erez i Karni.
Prema izraelskim i egipatskim sigurnosnim izvorima Hamas je nastavio krijumčarenje velikih količina eksploziva i oružja iz Egipta kroz tunele. Egipatske sigurnosne snage otkrile su 60 tajnih tunela u 2007.

#### Rat 2008. i 2009.
Dana 27. prosinca 2008. Izraelski lovci F-16 pokrenuli su niz zračnih napada protiv ciljeva u Pojasu Gaze. Ciljevi udara su (pretpostavljene) borbene baze, ali i džamije i razne vladine zgrade Hamasa, kao i objekti Islamskog sveučilišta u Gazi. Ti napadi usmjereni na Hamas izazvali su brojne civilne žrtve. Napad je bio odgovor na Hamasove raketne napade na južni Izrael (ukupno preko 3000 u 2008., koji su intenzivirani tijekom nekoliko tjedana prije operacije). Po izvješćima UN i palestinskih medicinskih djelatnika, oko 1300 Palestinaca je ubijeno u sukobu.[nedostaje izvor]

## Zemljopisna obilježja
Pojas Gaze ima 51 kilometera dugu granicu s Izraelom, i 11 km granice s Egiptom, blizu grada Rafaha. Grad Kan Junis nalazi se sedam kilometara sjeverno od grada Rafaha. Sljedeće gradsko središte je Deir el-Balah, oko kojeg se nalazi nekoliko naselja, dalje prema sjeveru slijedi područje grada Gaze. Naselja Beit Lahia i Beit Hanun nalaze na sjeveru i sjeveroistoku u odnosu na grad Gazu.
Pojas Gaze ima umjerenu klimu s blagim zimama i suha vruća ljeta s čestim sušama. Zemljište je ravno ili blago valovito, s dinama u blizini obale. Najviša točka je Abu Avdah (Joz Abu' Auda), na 105 metara iznad morske razine.
Prirodni resursi tog teritorija vrlo su skromni. Obradivog tla ima malo, i nema dovoljno vlage, tako da se trećina oranica navodnjava.[nedostaje izvor]
Otkrivena su i nalazišta plina.[nedostaje izvor]
Pojas Gaze ima velike ekološke probleme (zbog izuzetno visoke napučenosti): širenje pustinje i salinizaciju izvora pitke vode. Velik problem je loša i nedostatna kanalizacijska mreža, i problemi u vezi s tim; bolesti izazvane nečistom vodom, degradacija tla, i daljnje osiromašnje i onečišćenje podzemnih vodnih resursa.

## Stanovništvo
Po podatcima iz 2007., oko 1 400 000 Palestinaca živi u Pojasu Gaze, na svega 360 km², od njih je oko milijun sa statusom registriranih izbjeglica. Većina Palestinaca su sljednici izbjeglica koji su napustili svoje domove za vrijeme prvog Arapsko-Izraelskog rata.
Stanovništvo Gaze se višestruko uvećalo i zbog izuzetno visoke stope nataliteta, koja iznosi više od petero djece po ženi. Po stopi plodnosti Pojas Gaze je na 19. mjestu od 222 zemlje i područja svijeta.
Tako je gustoća naseljenosti u Pojasu Gaze 3960 stanovnika na km². Oko polovice stanovništva ima manje od 15 godina.[nedostaje izvor]

### Veća naselja
Glavni grad i upravno središte je Gaza. Puno naselja ima izbjegličke logore, koji su osnivani već od 1948. (od Prvog izraelsko arapskog rata).
Neki od izbjegličkih logora prerasli su vremenom u stalna naselja.
- Gaza (arapski: غزة‎ ):  409 680 stanovnika (2006.)
- Han Junis (arapski: خان يونس‎): 179 900 stanovnika (2006.)
- Rafah (arapski: رفح‎): 71 000 stanovnika (2006.)
- Beit Lahia (arapski: بيت لاهيا‎): 59 540 stanovnika (2006.)
- Beit Hanun (arapski: بيت حانون‎): 32 187 stanovnika (2006.)
- Deir el-Balah ili Dair al-Balah (arapski: دير البلح‎) : 62,150 stanovnika (2006.)
- Jabalia (arapski: جباليا‎): 82 877 (2006.)

Izbjeglički logori, osnovani 1948. – 1949.
- Bureij (arapski: البريج‎): 30 059 stanovnika (2006.)
- Deir al-Balah kamp (arapski: مخيّم دير البلح‎): 12 004 stanovnika (2006.)
- Magazi (arapski: مخيم المغازي‎): 22 536 stanovnika (2006.)
- Nuseirat (arapski: مخيّم النصيرات‎):  64 233 stanovnika (2006.)
- Rafah (arapski: مخيم رفح or معسكر رفح‎): 95 187 stanovnika (2005.)
- Šati (arapski: مخيّم الشاطئa): 87 158 stanovnika (2006.)

## Religija
Sljedbenici islama su 99,3 % stanovništva, a 0,7 % su kršćani.

## Gospodarstvo
Industriju u Pojasu Gaze općenito tvore male obiteljske tvrtke koje proizvode tekstil, sapun, rezbarije od maslinova drva i druge manje suvenire.[nedostaje izvor]
Izraelci su izgradili nešto modernih malih fleksibilnih industrijskih centara. Izrael opskrbljuje Pojas Gaze strujom. Glavni poljoprivredni proizvodi su masline, limun, povrće, goveđe meso (halal) i mliječni proizvodi. Osnovu izvoza čine; agrumi i rezano cvijeće, dok se uvozi; hrana, potrošačka roba i građevinski materijal. Glavni trgovinski partneri Pojasa Gaze su Izrael, Egipat i Zapadna obala.
Prije Druge intifade (rujan 2000.) oko 25000 radnika iz Pojasa Gaze odlazilo je na posao u Izrael svaki dan.
Prema CIA World Factbooku, BDP 2001. pao je za 35 %, tako da je dohodak po glavi stanovnika 625 dolara godišnje, a 60 % stanovništva je ispod granice siromaštva.[nedostaje izvor]
Gospodarska aktivnost u Pojasu Gaze pala je za jednu trećinu između 1992. i 1996.[nedostaje izvor] Taj pad se pripisuje korupciji i lošem upravljanju Jaser Arafata, ali i izraelskoj politici zatvaranja. Važna prepreka za gospodarski razvoj je nedostatak morske luke. Luka je sagrađena u gradu Gazi, uz pomoć Francuske i Nizozemske, ali je izraelsko zrakoplovstvo redovito bombardira (i nije u funkciji). Rezultat toga je da bilo koji međunarodni prijevoz (trgovački ili humanitarni) mora proći kroz Izrael, koji je ograničen stalnim zatvaranjem graničnih prijelaza. Ovo stanje je poremetilo i ranije uspostavljene gospodarske odnose između Izraela i Pojasa Gaze. 
Ozbiljan i negativni društveni učinak ove krize je pojava visoke stope nezaposlenosti.

### Promet
Pojas Gaze ima malu i slabo razvijenu cestovnu mrežu. Nekad je postojala i željeznička pruga, koja je povezivala izraelsku i egipatsku željezničku mrežu, ali je napuštena.
Jedina luka u pojasu nikad nije dovršena, a nakon izbijanja Intifade uglavnom ne radi. U Pojasu Gaze otvorena je 24. studenoga 1998. međunarodna zračna luka, pokraj grada Rafaha, kao dio Sporazuma iz Osla. Zračna luka je zatvorena u listopadu 2000., na intervenciju Izraela, a njezino uzletište je uništila izraelska vojska u prosincu 2001. Otad se zove Međunarodna zračna luka „Jaser Arafat”.